# Erik Axelsson
Erik Axelsson (Tott), (asi 1419–1481) byl švédský státník. Byl také regentem v době Kalmarské unie v roce 1457 spolu s arcibiskupem Jönsem Bengtssonem z rodu Oxentierna a sám pak v letech 1466–1467.
Narodil se ve Skåne během vlády Erika VII. jako syn Axela Pedersena Thotta, pána na Herlev a Lilloe, a jeho druhé ženy Ingeborg Ivarsdotter. V mladém věku vstoupil do služeb krále Karla VIII.
Erik byl v rodině, která si stála za svými dánskými kořeny jasně Švédem. Během dvou generací v druhé polovině 15. století zastávalo devět bratrů Thottových (také známí jako „Axelssöner“) významné pozice, jen pokud bylo Švédsko a Dánsko ve válce, avšak snažili se uchovat rodinnou moc, a tak jednali ve shodě. Jen někteří změnili strany, ale většinou se snažili o blaho svých nejdůležitějších statků. Erik byl ale stále na straně Švédska, podporoval dánské panovníky, pokud tomu chtěla švédská šlechta a stát, pokud to bylo přání Švédů, tedy většinu času.
| Předchůdce: Jöns Bengtsson Oxenstierna | Znak z doby nástupu | Švédský regent r. 1457 s Jönsem Bengtssonem z rodu Oxentierna 1466–1467 | Znak z doby konce vlády | Nástupce: král Karel VIII. Knutsson |